# Ten New Songs
Albums de Leonard Cohen
The Future
(1992) Dear Heather
(2004)
Ten New Songs est le dixième album studio du chanteur canadien Leonard Cohen.

## Historique
L'album est sorti en 2001, neuf ans après le précédent, The Future. Il a été coécrit et produit par la chanteuse et productrice américaine Sharon Robinson. Elle joue les claviers et fait la programmation de la basse et des percussions, alors que la guitare sur le premier titre, In My Secret Life, est assurée par Bob Metzger, qui a notamment accompagné Cohen en tournée en 1988. David Campbell s'est quant à lui chargé des arrangements de cordes pour la pièce A thousand kisses deep.
Ten New Songs est le premier album de Leonard Cohen à être produit et enregistré en numérique. Il n'a pas été enregistré dans un studio professionnel, mais bien dans un studio privé appartenant à Cohen et Robinson, à Los Angeles, le studio Still Life.
Ten New Songs marque une rupture totale de style avec l'album précédent. Entre ces deux albums, Leonard Cohen s'est retiré plusieurs années dans un monastère zen, au Mont Baldy, dans les San Gabriel Mountains, au-dessus de Los Angeles. Pendant ce temps, Columbia a continué d'alimenter l'image de Cohen, avec la sortie d'un album live en 1994 (Cohen Live: Leonard Cohen in Concert) et d'un best-of reprenant principalement ses succès de I'm Your Man et The Future en 1997 (More Best of Leonard Cohen). Juste avant la sortie de Ten New Songs, un album live sort : Field Commander Cohen: Tour of 1979. Pendant toute la période de silence de Leonard Cohen (de 1992 à 2001), ses inconditionnels se sont donc nourris d'une musique qu'ils connaissaient déjà par cœur. La rupture de style, avec la sortie de Ten New Songs n'en fut que plus abrupte.
L'atmosphère de Ten New Songs est très intimiste, et Cohen semble plus à l'aise avec lui-même, plus apaisé. Il semble avoir vieilli, et n'est plus tourmenté par l'amour, le sexe, les femmes, etc., comme il l'était sur tous ses autres enregistrements.
Cet album est clairement le plus homogène de la discographie de Cohen. La musique, extrêmement calme, est entièrement composée à l'aide de claviers, de synthétiseurs et d'une boîte à rythmes, ce que certains de ses fans regretteront, se demandant où est passé le poète à la guitare acoustique de Suzanne et de Bird on the Wire.
Contrairement à la plupart de ses autres albums studio, celui-ci ne fut pas suivi d'une tournée, .

## Liste des titres
Toutes les chansons de Leonard Cohen et Sharon Robinson
| No  | Titre                   | Durée |
| --- | ----------------------- | ----- |
| 1.  | In My Secret Life       | 4:55  |
| 2.  | A Thousand Kisses Deep  | 6:29  |
| 3.  | That Don't Make It Junk | 4:28  |
| 4.  | Here It Is              | 4:18  |
| 5.  | Love Itself             | 5:26  |
| 6.  | By the Rivers Dark      | 5:20  |
| 7.  | Alexandra Leaving       | 5:25  |
| 8.  | You Have Loved Enough   | 5:41  |
| 9.  | Boogie Street           | 6:04  |
| 10. | The Land of Plenty      | 4:35  |

## Personnel
- Leonard Cohen : Chant
- Sharon Robinson : Arrangements, claviers, programmation de la basse et des percussions, chant, chœurs
- Bob Metzger : Guitare sur In my secret life
- David Campbell : Arrangements des cordes sur A thousand kisses deep

## Classements et Certifications
| Classement                         | Meilleure position |
| ---------------------------------- | ------------------ |
| Allemagne (Media Control AG)       | 16                 |
| Autriche (Ö3 Austria Top 40)       | 5                  |
| Belgique (Flandre Ultratop)        | 6                  |
| Belgique (Wallonie Ultratop)       | 3                  |
| Danemark (Tracklisten)             | 1                  |
| États-Unis (Billboard 200)         | 143                |
| Finlande (Suomen virallinen lista) | 35                 |
| France (SNEP)                      | 3                  |
| Italie (FIMI)                      | 4                  |
| Norvège (VG-lista)                 | 1                  |
| Pays-Bas (Mega Album Top 100)      | 18                 |
| Royaume-Uni (UK Albums Chart)      | 26                 |
| Suède (Sverigetopplistan)          | 3                  |
| Suisse (Schweizer Hitparade)       | 10                 |

| Pays        | Association      | Certification | Ventes/Équivalences |
| ----------- | ---------------- | ------------- | ------------------- |
| Canada      | CRIA             | platine       | 100 000             |
| France      | SNEP             | or            | 100 000             |
| Norvège     | IFPI Norsk       | platine       | 50 000              |
| Pologne     | ZPAV             | platine       | 40 000              |
| Royaume-Uni | BPI              | or            | 100 000             |
| Suède       | GLF              | or            |                     |
| Suisse      | IFPI Switzerland | or            | 20 000              |